# Jagdstaffel 45
A Jagdstaffel 45, conhecida também por Jasta 45, foi um esquadra de aeronaves da Luftstreitkräfte, o braço aéreo das forças armadas alemãs durante a Primeira Guerra Mundial. A Jasta 45 abateu um total de 113 aeronaves inimigas, incluindo 28 balões.